# Bataille de Waterloo
Pour les articles homonymes, voir Waterloo (homonymie).
Campagne des Cent-Jours
Septième Coalition
Batailles
- Hougoumont
- Attaque du 1er corps
- Charges de la cavalerie française
- Arrivée des Prussiens
- Plancenoit
- La Haye Sainte
- Attaque de la Garde impériale
- Belle-Alliance
- Poursuite

Batailles des Cents-Jours
Campagne du duc d'Angoulême
- Ajaccio
- Bonifacio
- Montélimar
- Loriol

Campagne de Belgique
- Ligny
- Quatre-Bras
- Waterloo
- Wavre

Campagne de France de 1815
- Maubeuge
- Huningue
- La Souffel
- Vélizy
- Rocquencourt
- Sèvres
- Issy

Guerre napolitaine
- Panaro
- Ferrare
- Occhiobello
- Carpi
- Casaglia
- Ronco
- Cesenatico
- Pesaro
- Scapezzano
- Tolentino
- Ancône
- Castel di Sangro
- San Germano
- Gaète

Guerre de Vendée et Chouannerie de 1815
- Les Échaubrognes
- L'Aiguillon
- Aizenay
- Sainte-Anne-d'Auray
- Cossé
- Saint-Gilles-sur-Vie
- Redon
- Les Mathes
- Muzillac
- Rocheservière
- Thouars
- Auray
- Châteauneuf-du-Faou
- Guérande
- Fort-la-Latte

La bataille de Waterloo [watɛʁlo] s'est déroulée le 18 juin 1815, en Belgique, à vingt kilomètres au sud de Bruxelles, dans l'actuelle province du Brabant wallon. Cette bataille a opposé l'armée française dite Armée du Nord, dirigée par l'empereur Napoléon Ier, à l'armée des Alliés, dirigée par le duc de Wellington et composée de Britanniques, d'Allemands (contingents du Hanovre, du Brunswick, du Nassau) et de Néerlandais (unités belges et néerlandaises), rejointe par l'armée prussienne commandée par le maréchal Blücher. Elle s'est achevée par la défaite décisive de l'armée française.
Napoléon Ier lance des assauts contre le château d’Hougoumont et la ferme de La Haye-Sainte ; l’armée de Wellington résiste. C’est alors que l’armée prussienne intervient, attaquant le flanc droit de l’armée française. Le maréchal Grouchy, chargé de poursuivre les prussiens après Ligny, a failli à sa tâche. La cavalerie française charge les lignes adverses à plusieurs reprises et menace de les briser. La Garde impériale avance et recule finalement. L'attaque générale des coalisés rend la défaite française inévitable.
Les combats n'ont pas lieu sur le territoire de la commune de Waterloo, mais un peu plus au sud, sur les territoires des communes actuelles de Lasne, Braine-l'Alleud et de Genappe. Wellington écrivit la dépêche annonçant la victoire des coalisés depuis son quartier général situé à Waterloo, fixant ainsi ce nom à la bataille qui fut initialement appelée en France « bataille de Mont-Saint-Jean »,, lieu effectif de l'engagement. En Allemagne, la bataille est dénommée « Victoire de la Belle-Alliance » (Sieg von Belle-Alliance),, du nom de l'auberge où eut lieu la rencontre entre les deux généraux en chef des coalisés à la fin de la journée.
Cette bataille est la dernière à laquelle prit part personnellement Napoléon, qui venait de reprendre le pouvoir en France trois mois plus tôt, et marque ainsi la fin de cette période des Cent-Jours. Napoléon dut en effet abdiquer quatre jours plus tard à son retour à Paris, le 22 juin, privé de soutien politique.

## Prélude

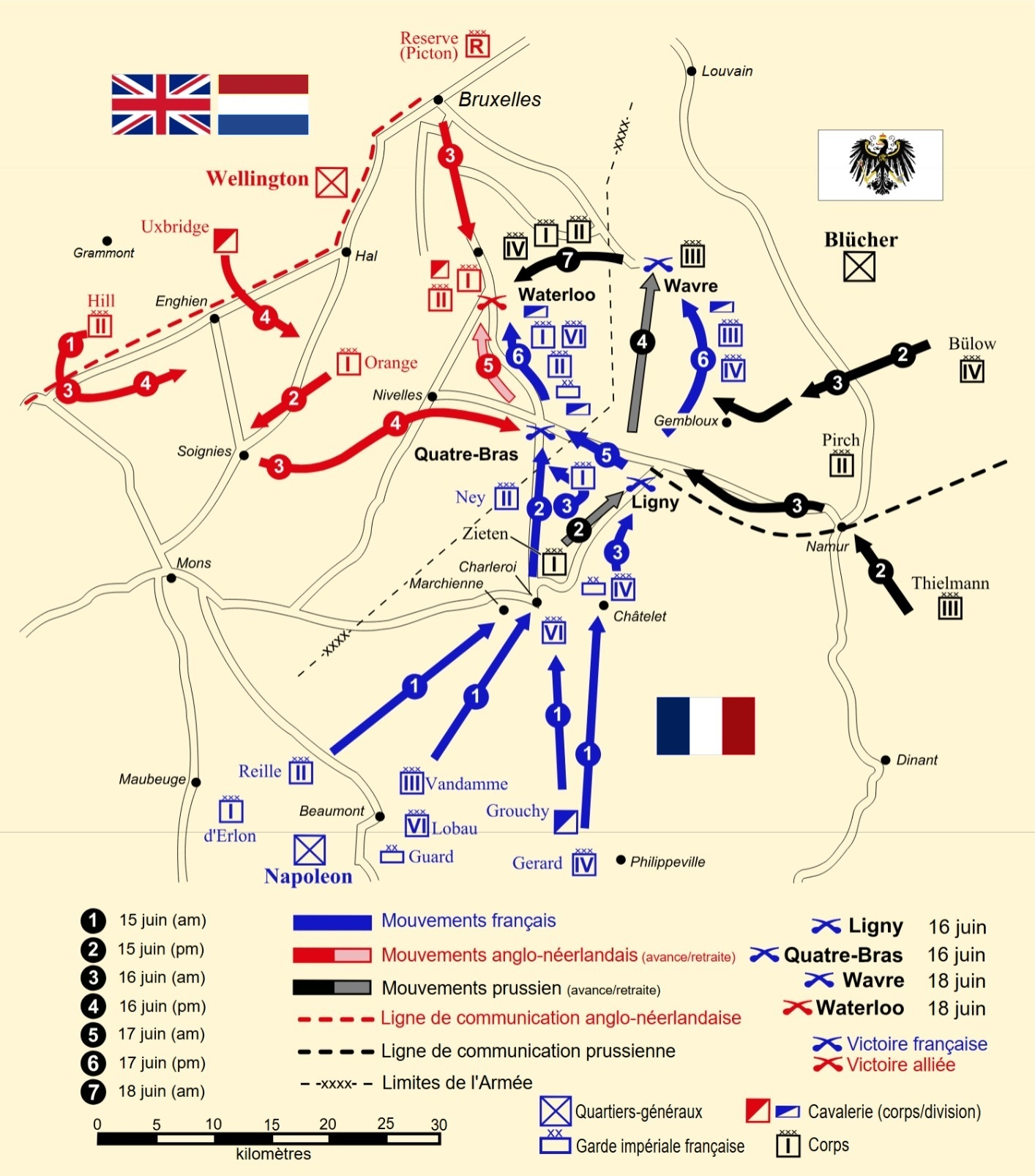
Carte des principales phases de la campagne de Belgique.

En mars 1815, une nouvelle coalition se constitue au congrès de Vienne pour combattre Napoléon, qui a quitté l'île d'Elbe. Louis XVIII a fui à Gand. L'armée de Wellington est déjà stationnée sur le sol belge, rejointe début juin par l'armée prussienne du maréchal Blücher.
Napoléon préfère ne pas attendre l'offensive des Alliés et se lance à l'attaque, espérant séparer Wellington et Blücher et les battre l'un après l'autre. Repoussant les Prussiens, il franchit la Sambre à Charleroi le 15 juin. Le même jour, le général français Louis de Bourmont, qui commande la 6e division, abandonne son commandement le 15 juin, la veille de la bataille de Ligny, avec quelques officiers de son état-major. Dans Le Mémorial de Sainte-Hélène, Napoléon l'accuse d'avoir révélé son plan à l'ennemi. La défection de Bourmont a eu une influence psychologique importante sur la troupe qui l'accusait de trahison.
Dans la nuit du 15 au 16 juin, le duc et la duchesse de Richmond, sujets britanniques résidant à Bruxelles, organisent un bal en leur hôtel où toute l'aristocratie locale est conviée. Le duc de Wellington et les généraux de son armée y sont invités et beaucoup d'entre eux sont présents. Un peu avant minuit, une estafette envoyée du front par le général Constant-Rebecque, chef d'état-major du prince d'Orange, prévient le duc que les Français sont aux Quatre-Bras de Baisy-Thy. Wellington parvient à rassurer l'assemblée mais ordonne dans le même temps à ses officiers de quitter discrètement la fête et de rejoindre leurs troupes. Vers trois heures du matin, le duc se retire lui-même et, dès sept heures, il galope vers les Quatre-Bras.
Le 16 juin, les troupes napoléoniennes, divisées en deux ailes, sont, le même jour, opposées à des unités de Wellington aux Quatre-Bras (une dizaine de kilomètres au sud du champ de bataille de Waterloo) et à trois des quatre corps prussiens à Ligny (une dizaine de kilomètres au sud-est des Quatre-Bras). La manœuvre projetée de Napoléon consiste à battre son premier adversaire, les Prussiens de Blücher, l'empereur pensant à tort que celui-ci se replierait sur ses lignes naturelles de communication (Liège et Maastricht), puis à battre les Britanniques et les Néerlandais de Wellington qui se retireraient sur Bruxelles puis la mer.
Le commandement de l'aile gauche française (1er et 2e corps) est confié au maréchal Ney avec la mission de s'emparer des Quatre-Bras. Ney perd beaucoup de temps, ce qui permet l'arrivée de renforts alliés. Avec les 3e et 4e corps, Napoléon parvient à fixer les Prussiens à Ligny. Il veut saisir l'occasion pour les neutraliser définitivement. Pour cela, il ordonne au 1er corps (réserve de Ney) de venir couper les arrières prussiens, quitte à retarder la prise des Quatre-Bras. Mal ou non informé de cette décision de l'Empereur, Ney rappelle cette unité qui fait donc un aller-retour inutile, privant ainsi Napoléon d'une victoire décisive sur les Prussiens.
L'armée de Blücher perd 12 000 hommes à Ligny. Les pertes françaises s'élèvent à environ 7 000. Le vieux maréchal de 73 ans, dont le cheval a été tué, échappe de peu à la capture mais son chef d'état-major, Gneisenau, organise un repli remarquable sur Wavre, sauvegardant ainsi la possibilité de rejoindre Wellington. L'armée prussienne est battue mais pas vaincue ; elle a sauvé l'essentiel de son artillerie et surtout conservé son esprit combatif. Napoléon, au contraire, surestime les effets de ce qui n'est qu'un succès tactique, pense les Prussiens hors de combat et en retraite vers Namur et Liège. Ce n'est que le lendemain, le 17 juin, que Napoléon confie le commandement de son aile droite (34 000 hommes) au maréchal Grouchy avec mission de poursuivre les Prussiens.
Informé de la défaite des Prussiens, Wellington, à 10 heures du matin, fait replier ses unités des Quatre-Bras sur la position reconnue de Mont-Saint-Jean où Blücher a promis de le rejoindre. Le repli par la chaussée de Bruxelles sur le village de Waterloo se fait discrètement, couvert par la cavalerie d'Uxbridge. Ney, occupé à exécuter les ordres qui lui enjoignent de rallier, d'approvisionner et de concentrer ses troupes, ne s'en aperçoit que dans l'après-midi du 17, alors que l'orage transforme le terrain en bourbier.
Napoléon, qui a rejoint Ney, lui aurait reproché son inaction et lance à la poursuite de l'arrière-garde de l'armée britannique, commandée par Uxbridge, les divisions de cavalerie légère de Jacquinot et Subervie, appuyées par des batteries à cheval de la Garde et les cuirassiers de Kellermann.

## Les forces en présence

### Les forces et le plan de Wellington

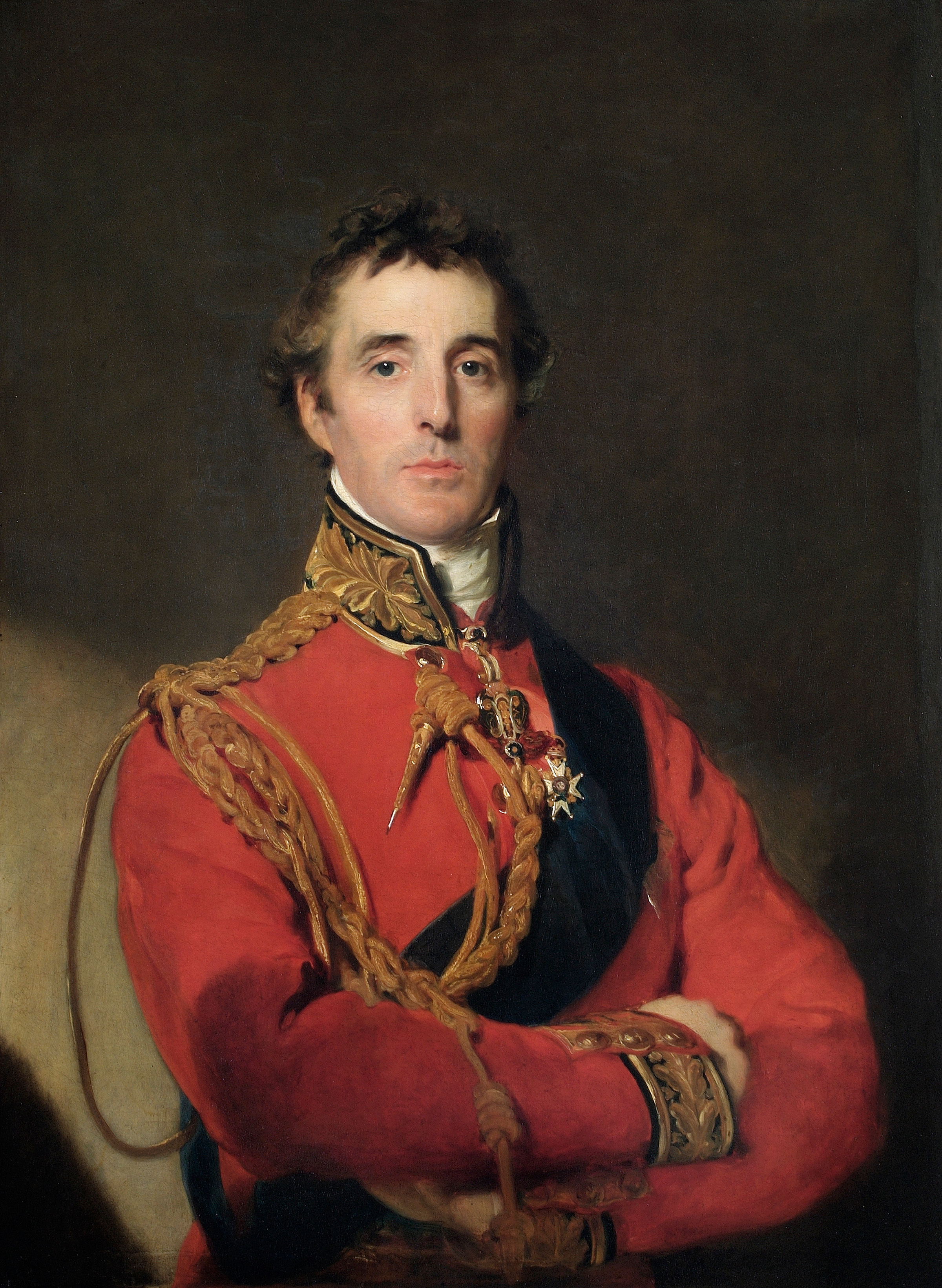
Le duc de Wellington, 46 ans, commande en juin 1815 les forces alliées dans l'Ouest de la Belgique.

L'armée de Wellington, appelée « Armée des Alliés », comprend, à Waterloo, 68 000 hommes répartis comme suit : 25 000 Britanniques, 17 000 Néerlandais (unités belges et néerlandaises), 10 000 Hanovriens, 7 000 Brunswickois, 6 000 hommes de la King's German Legion et 3 000 Nassauviens. Dans ses rangs figurent des anciens de la Grande Armée : le général Chassé, qui commande la 3e division néerlandaise, a servi dans l'armée française pendant la guerre d'Espagne ; le général Trip (en), commandant une brigade de cavalerie de l'armée néerlandaise, a commandé le 14e régiment de cuirassiers pendant la campagne de Russie ; enfin le général Van Merlen, à la tête de la 2e brigade légère de la cavalerie belge et néerlandaise, a combattu dans l'armée française en Espagne.
Wellington a déployé son armée sur le plateau de Mont-Saint-Jean, face au sud, de part et d'autre de l'axe Charleroi-Bruxelles. Par mesure de protection et de surprise, la plupart des unités sont sur la contre-pente mais le dispositif est précédé, d'ouest en est, par trois points d'appui constitués de grosses bâtisses barricadées et défendues : le château-ferme d'Hougoumont, la ferme de la Haie Sainte et la ferme de la Papelotte transformées en redoutes. L'armée est en position défensive et de fixation de l'armée ennemie, et est disposée à tenir ces positions au mieux pour rendre possible l'arrivée de l'armée prussienne sur son aile gauche. Comptant sur ce renfort venant de l'Est, Wellington place une grande partie de ses troupes à l'ouest, protégeant ainsi sa ligne de retraite éventuelle vers la mer.

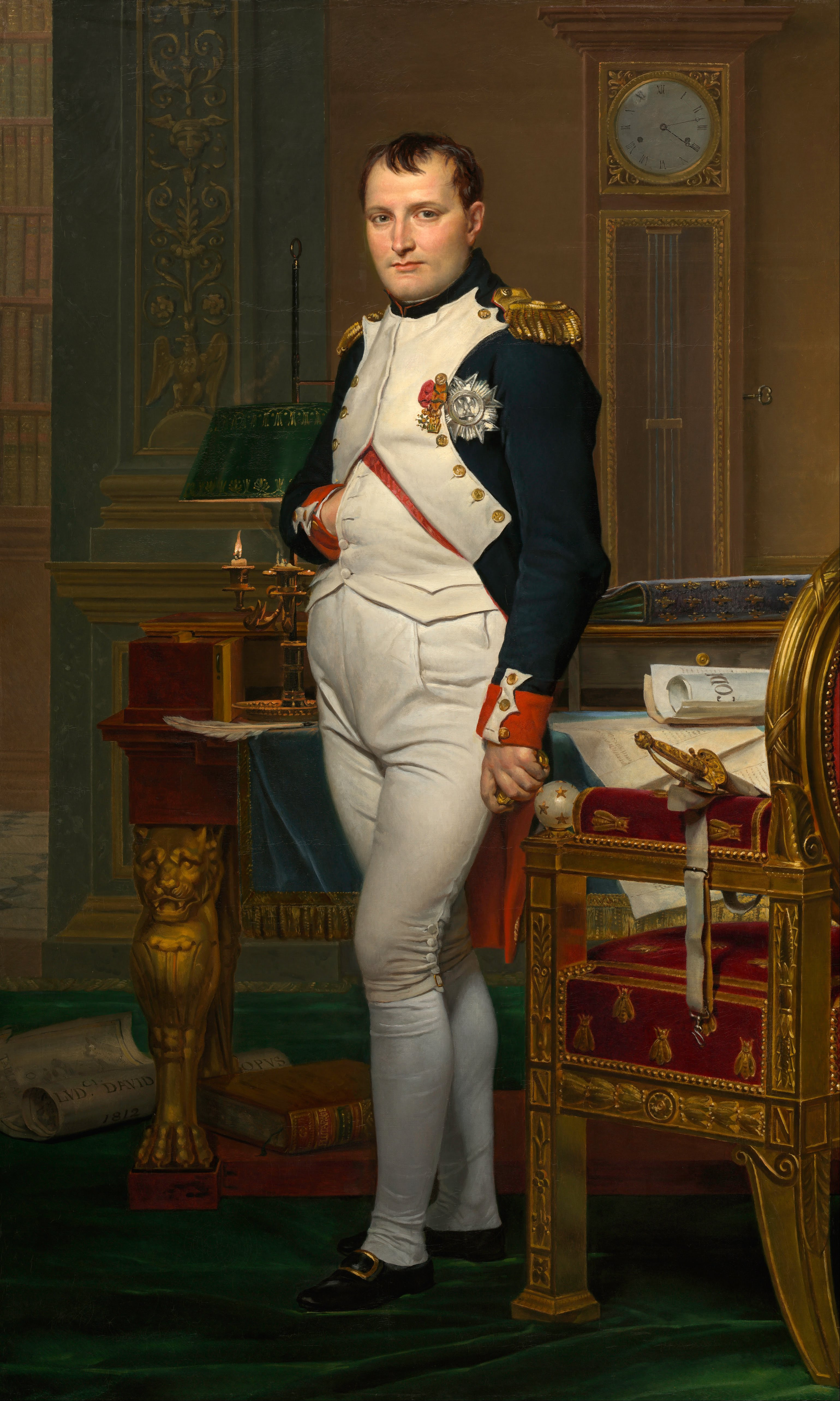
Napoléon 1er, 46 ans, a reconquis le titre d'Empereur et mène sa Grande Armée à travers la Belgique pour affronter la 7e coalition menée contre son régime et sa personne.

### Les forces et le plan de Napoléon
Le matin du 18 juin, l'armée de Napoléon (71 600 hommes) prend position à environ un kilomètre au sud du plateau avec :
- à l'ouest de la route, le IIe corps de Reille (20 000 hommes) précédant le IIIe corps de cavalerie de Kellermann (3 400 cavaliers) et la division de cavalerie lourde de la Garde de Guyot (2 100 cavaliers) ;
- à l'est de la route, le Ier corps de Drouet d'Erlon (20 000 hommes) précédant le IVe corps de cavalerie de Milhaud (2 700 cavaliers) et la division de cavalerie légère de la Garde de Lefebvre-Desnouettes (2 000 cavaliers).
- en arrière, le VIe corps de Lobau (10 000 hommes), les divisions de cavalerie de Domon et de Subervie (chacune 1 200 cavaliers) et trois divisions d'infanterie de la Garde (9 000 hommes).

Numériquement, Napoléon n'a qu'une très légère supériorité en hommes, mais son artillerie est beaucoup plus nombreuse, ce qui lui fait dire à ses officiers généraux lors de sa conférence d'état-major matinale dans son QG de la ferme du Caillou, « qu'il ne faut pas faire tant de cas des Anglais, qu'il a quatre-vingt-dix chances sur cent de les battre, que ce sera l'affaire d'un déjeuner… Nous coucherons ce soir à Bruxelles ».
Le plan de Napoléon est de mener l'attaque principale à l'est et au centre en y incluant la ferme de la Haye Sainte (centre du dispositif allié). Il fait déployer 80 canons (appelés la grande batterie) devant le Ier corps.
Afin d'attirer les réserves de Wellington vers l'ouest, il charge d'abord le IIe corps de lancer, avec uniquement la division Jérôme (commandée par le frère de l'Empereur), une attaque de diversion à l'ouest, sur la ferme Hougoumont.

Le dispositif tactique : des divisions d'infanterie (des rectangles), de cavalerie (des rectangles avec diagonale) et des batteries d'artillerie (iIi).
À gauche le corps d'armée de Reille, à droite celui de Drouet d'Erlon, derrière eux celui de Lobau.
Tout à droite, les deux corps d'armée prussiens de Ziethen et von Bulow qui n'interviendront qu'à partir de 16 h 00.
Contrairement au dessin, la division de droite du corps Reille n'est pas intervenue à Hougoumont.
Toutes ces actions ne se sont pas déroulées en même temps.

### Santé défaillante de l'Empereur
Lors des journées des 17 et 18 juin, l'Empereur souffrait d'hémorroïdes qui l'empêchaient de tenir longtemps en selle. Cela a inévitablement gêné ses reconnaissances et ses déplacements lors de la bataille,. Certains scientifiques comme Phil Mason (en) prétendent que la santé de Napoléon était si mauvaise (il souffrait d'hémorroïdes, de cystite et d'un ulcère à l'estomac) que ses médecins lui auraient administré le matin de la bataille, dans son quartier général de la ferme du Caillou, une trop forte dose de laudanum pour soulager ses douleurs, ce qui aurait émoussé ses capacités mentales au point d'hésiter à lancer l'attaque, mais aucune source fiable ne confirme ce fait.

### Météo atypique et défavorable
Les conditions météorologiques défavorables sont celles de l'année sans été, induites par l'éruption du Tambora. L'injection massive de cendres dans l'ionosphère aurait perturbé celle-ci, déclenchant une vague de formations nuageuses et des précipitations sur toute l'Europe,.
 S’il n’avait pas plu dans la nuit du 17 au 18 juin 1815, l’avenir de l’Europe était changé. Un nuage traversant le ciel à contresens de la saison a suffi pour l’écroulement d’un monde .
Au matin du 18 juin, il a plu toute la nuit, le terrain est détrempé. Napoléon, pourtant encore en supériorité numérique, a prévu d'attaquer à 9 h du matin, mais il tergiverse.
Le début de l'attaque est retardé.
Il est historiquement attesté que Napoléon a attendu pour attaquer que le soleil ait fait sécher la boue provoquée par la pluie tombée abondamment durant la nuit, car cette boue limite la mobilité de sa cavalerie et la capacité des chevaux à tracter les canons . La mise en place de l'artillerie, dans la boue, est difficile. Par la suite, l'efficacité des tirs est réduite (les boulets s'enfoncent dans la terre au lieu de rebondir par ricochets). La progression de l’infanterie et de la cavalerie n'est guère aisée.

## La bataille

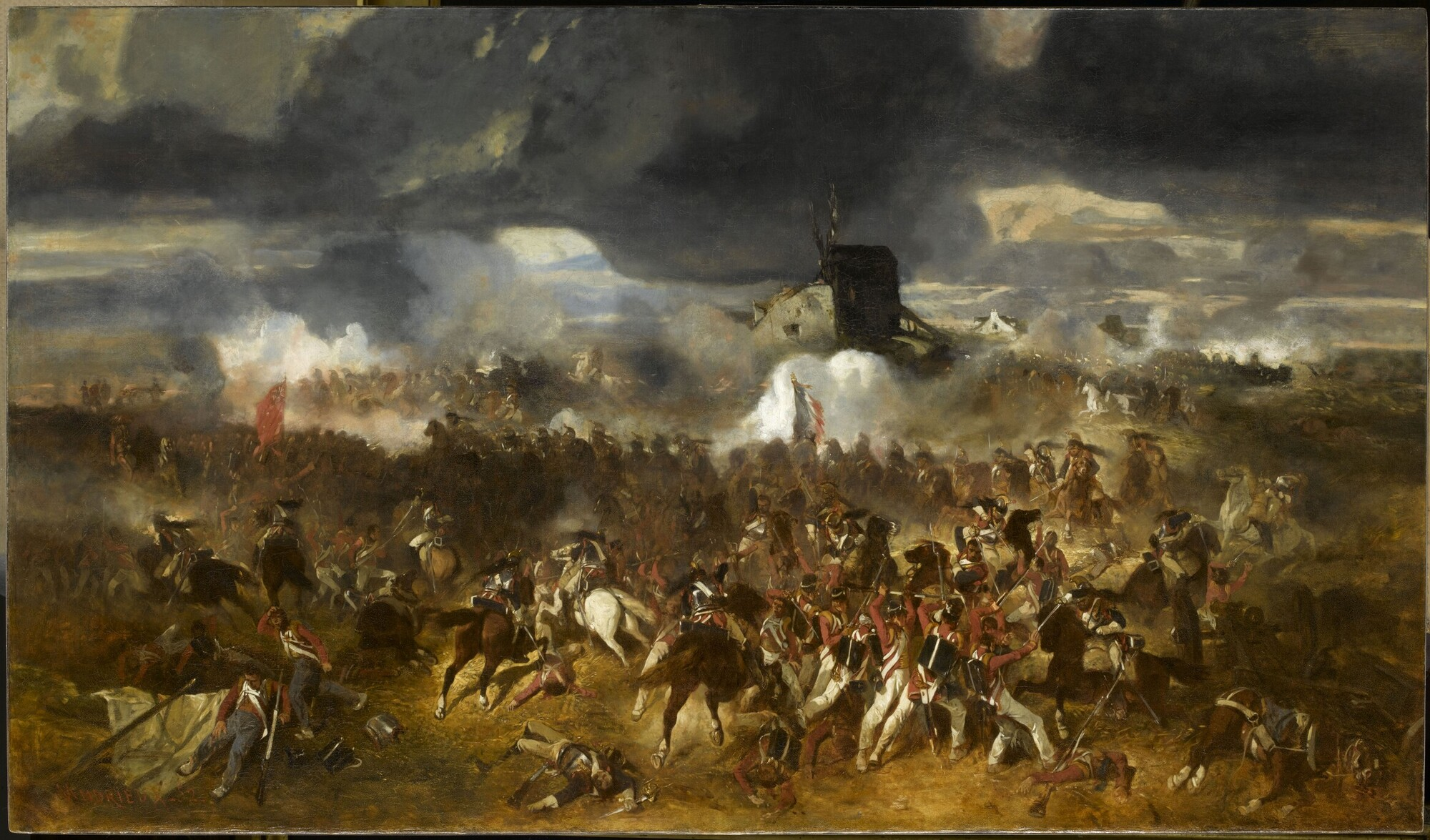
Bataille de Waterloo, 18 juin 1815, par Clément-Auguste Andrieux, 1852.

### 11 h 30. L'attaque de diversion d'Hougoumont
À 11 h 30 démarre à l'ouest l'attaque de diversion menée par le prince Jérôme contre le château-ferme de Hougoumont. Les 3 030 hommes de la brigade Bauduin doivent attaquer en premier et pénétrer dans le bois. Une grêle de balles tombe alors sur les Français et le général Bauduin est mortellement blessé. En une heure, les Français chassent du bois les soldats nassauviens qui se trouvaient au sud d'Hougoumont. Le prince s'acharne alors à prendre la position fortifiée ; malgré des renforts successifs, toutes les attaques françaises sont repoussées. À 13 h 30, le lieutenant Legros, un ancien sapeur, parvient, à coups de hache, à défoncer un battant de la porte nord de la ferme. Quelques hommes entrent dans la cour et ils sont immédiatement tués par les Coldstreams, à l'exception d'un jeune tambour. Hougoumont devient, durant toute la journée, un point de fixation dans la bataille qui mobilise plus de 8 000 hommes du côté français, contre seulement 2 000 du côté allié.

### 13 h 00. L'attaque du1ercorps

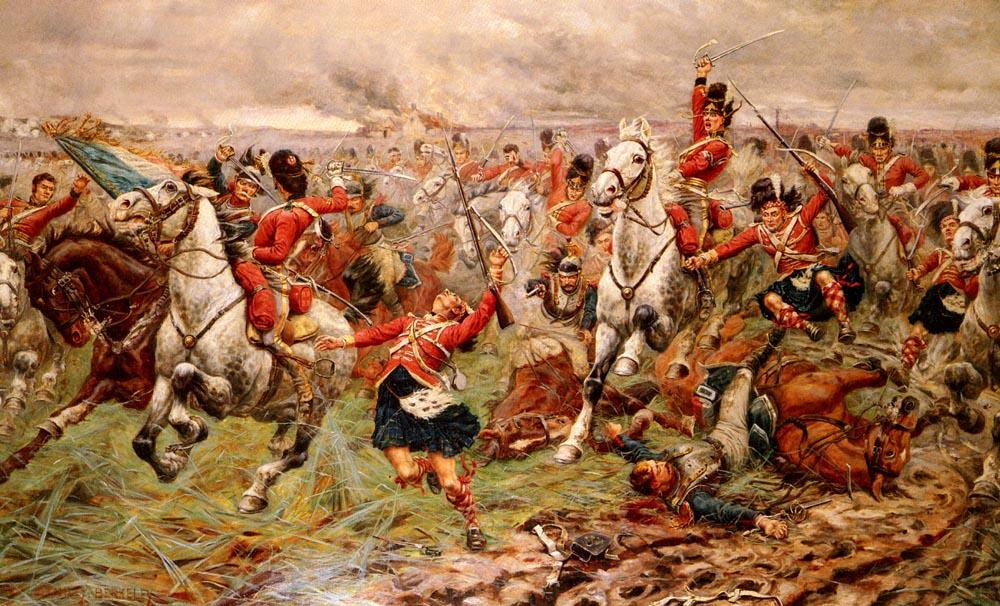
La charge des Scots Greys.

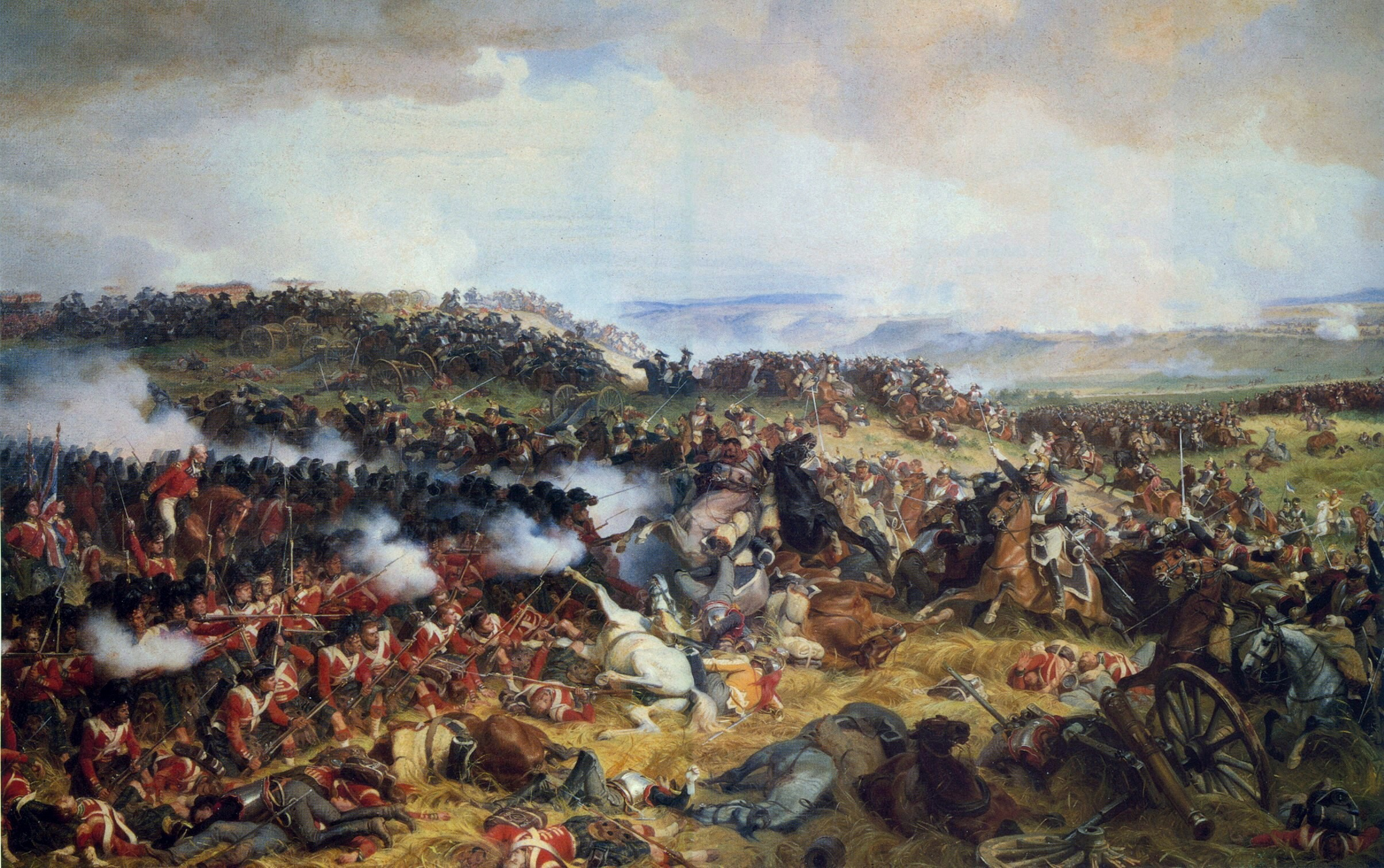
Les Highlanders en carré résistent aux charges des cuirassiers français.

À 13 h 00, à l'est, les quatre-vingts canons de la grande batterie déployés sur 1 400 mètres ouvrent le feu. Au bout d'une demi-heure, les artilleurs français cessent leurs tirs : la brigade anglo-néerlandaise Bylandt de la division Perponcher a souffert car elle était positionnée en contrebas du plateau, une position à hauts risques. Les autres unités de l'armée alliée, positionnées à l'abri de la crête du plateau, s'en sortent avec des pertes légères. À 13 h 30, emmené par le maréchal Ney, le 1er corps du général d'Erlon démarre la progression avec ses quatre divisions d'infanterie marchant au rythme des tambours qui scandent la marche à 76 pas par minute. Chaque division est constituée de huit bataillons en ligne, formant un rectangle de vingt-quatre rangs de 180 hommes (trois rangs par bataillon) se déployant sur un front d'environ 150 mètres et une profondeur de 60 mètres, soit plus de 4 000 fantassins armés de mousquets. Elles se mettent en marche l'une après l'autre d'ouest en est, c'est-à-dire dans l'ordre : la division Quiot, la division Donzelot, la division Marcognet et la division Durutte. À l'ouest du dispositif de d'Erlon, la division commandée par Quiot (en l'absence d'Allix) est chargée de prendre la Haye Sainte. Elle est flanquée d'une brigade de cuirassiers du corps Milhaud (deux, selon certaines sources qui citent les brigades Travers et Dubois) et à l'est du dispositif, la division commandée par Durutte doit prendre les fermes de Papelotte, de Smohain et de La Haye. Entre les deux fermes, se trouvent les divisions Donzelot et Marcognet qui ont pour objectif de prendre pied sur le plateau.
La Haye Sainte est fermement défendue par le 2e bataillon léger du major George Baring de la King's German Legion, et les Français butent sur les solides défenses de la ferme. Papelotte et les fermes alentour sont défendues par des régiments de Saxe-Weimar ; la division Durutte parvient à remplir ses objectifs après un court combat. Entre ces deux positions défensives, les divisions Donzelot et Marcognet, après des pertes dues à l’artillerie alliée et à la grande profondeur de leur rang, repoussent facilement la brigade Bylandt, déjà très affaiblie par le bombardement français, par un court échange de feu, puis elles commencent à monter vers le plateau. Alors, le général britannique Picton, vétéran de la guerre d'Espagne et commandant la division alliée qui se trouve devant les Français, a fait coucher ses soldats derrière la contre-pente en adoptant la technique de Wellington en Espagne, et ordonne à ses régiments d'infanterie écossais et de miliciens de se lever brusquement. Les soldats alliés déchargent alors leurs fusils sur les soldats du 1er corps ; même la brigade Bylandt s'est ressaisie et dirige un déluge de feu sur les Français, qui, pris par surprise en train de monter le plateau en colonnes, ne peuvent répondre aux tirs et tentent désespérément de reformer leurs lignes. Devant cette infanterie désorganisée, Wellington confie au commandant de son corps de cavalerie, lord Uxbridge, de faire contre-attaquer les brigades de cavalerie lourde Somerset et Ponsonby (dont les célèbres Scots Greys). Les Scots Greys de Somerset attaquent le détachement de cavalerie lourde du corps d'armée de Milhaud, chargé de protéger la division Quiot ; la brigade lourde Ponsonby attaque le 1er corps. Les Français, surpris en plein déploiement, sont décimés et se replient en désordre, subissant de lourdes pertes. Le sergent Charles Ewart (en) des Scots Greys réussit à s'emparer du drapeau du 45e régiment de ligne français et de l'aigle qui surmonte sa hampe. Dans leur élan, les deux brigades de cavalerie britanniques vont même jusqu'à attaquer la grande batterie, où elles se font alors enfoncer par la cavalerie française restée en arrière, composée des corps d'armée de Milhaud et de la division du 1er corps commandée par Jacquinot et sont mises définitivement hors combat. Les lanciers de Jacquinot poursuivent leurs ennemis et sont attaqués par la division de cavalerie alliée Vandeleur située à la gauche du dispositif britannique. À ce moment, des éléments de la division Durutte forment un carré, voyant déferler ces cavaliers sur leur droite. Les lanciers français les dégagent et poursuivent les gardes à cheval et les dragons jusqu’au pied du Mont-Saint-Jean, au-delà de la Haie-Sainte. Il y a alors un arrêt dans l’action et chacun regagne ses positions.
Malgré les déboires de la cavalerie lourde britannique et la mort du général de division Picton, c'est un nouveau succès défensif pour l'armée de Wellington.

### 15 h 00. Les charges de la cavalerie française

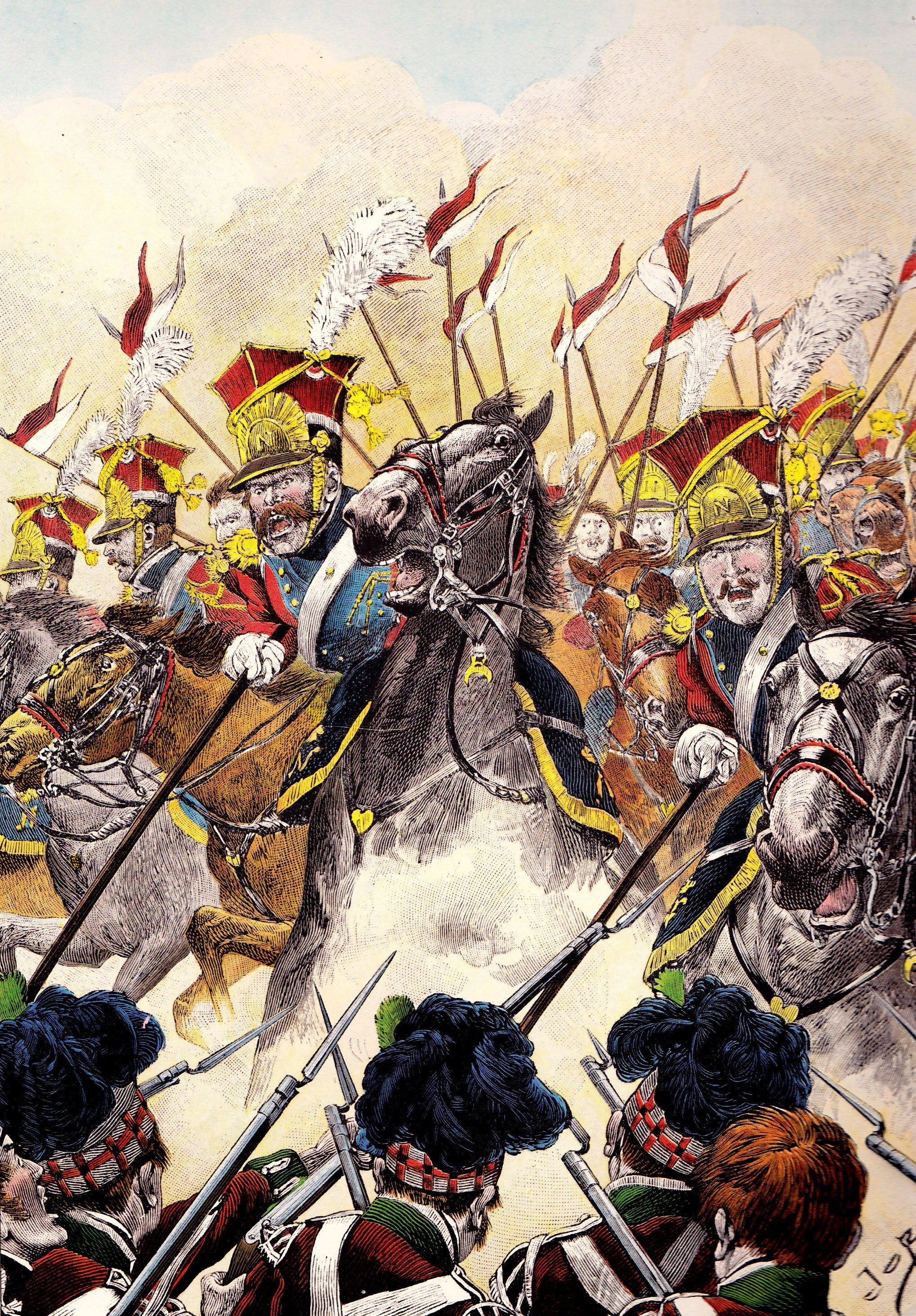
La charge des lanciers polonais de la Garde impériale. Lithographie de Jacques Onfroy de Bréville, dit JOB.

À 15 h, après la réorganisation du 1er corps et de nouveaux tirs de préparation de la grande batterie, une nouvelle attaque est menée pour s'emparer du verrou que constitue la ferme de la Haye Sainte défendue par 450 fusiliers du second bataillon léger de la King's German Legion qui résistent au régiment de 2 000 soldats français. À la suite de la canonnade, Wellington fait replier son centre. Ney croit à un repli général. De sa propre initiative, il entraîne tous les cuirassiers de Milhaud qui sont aussitôt suivis par la division de cavalerie légère de la Garde commandée par Lefebvre-Desnouettes. Les Français chargent entre La Haye Sainte et Hougoumont, là où l'infanterie alliée est toujours intacte. Wellington fait former ses régiments en carrés d'infanterie britanniques (chaque carré est formé d'un bataillon de 500 hommes qui présentent un hérisson de baïonnettes de 20 mètres de côté ) et ordonne aux artilleurs de se réfugier dans ceux-ci lorsque les cavaliers français sont très proches puis, entre deux charges, de retourner à leurs pièces et de continuer à tirer à mitraille sur les soldats français. Cet affrontement entre la cavalerie française et les seize carrés en échiquier constitue un moment fort de la bataille et devient l'épisode du chemin creux — exagéré par Victor Hugo — dans Les Misérables.
Napoléon, qui n'a pas ordonné ces charges, les estime prématurées. Il précise : « C'est trop tôt d'une heure, mais le mal est fait et il faut soutenir ce qui est fait ». À 17 h, compte tenu de la situation, il envoie en renfort le corps de cavalerie de Kellermann ainsi que la division de cavalerie lourde de la Garde du général Guyot et la division de cavalerie légère de Lefebvre-Desnouettes. Avec la cavalerie déjà engagée, cela fait un total de plus de 10 000 cavaliers français engagés sur le front, long de 800 mètres seulement, du centre droit allié.

### 16 h 30. L'arrivée des Prussiens

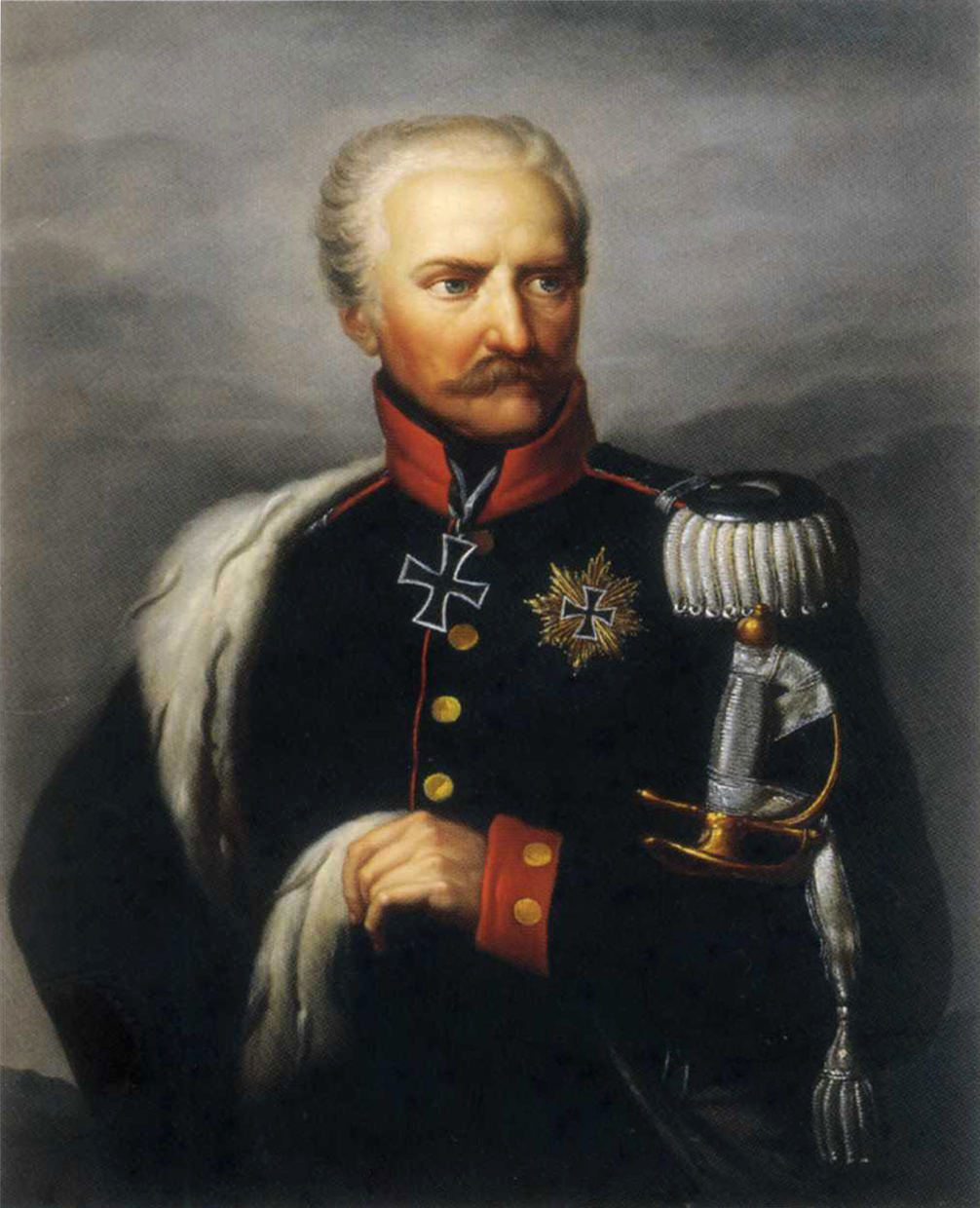
Blücher, 70 ans, commandant en chef des Prussiens.

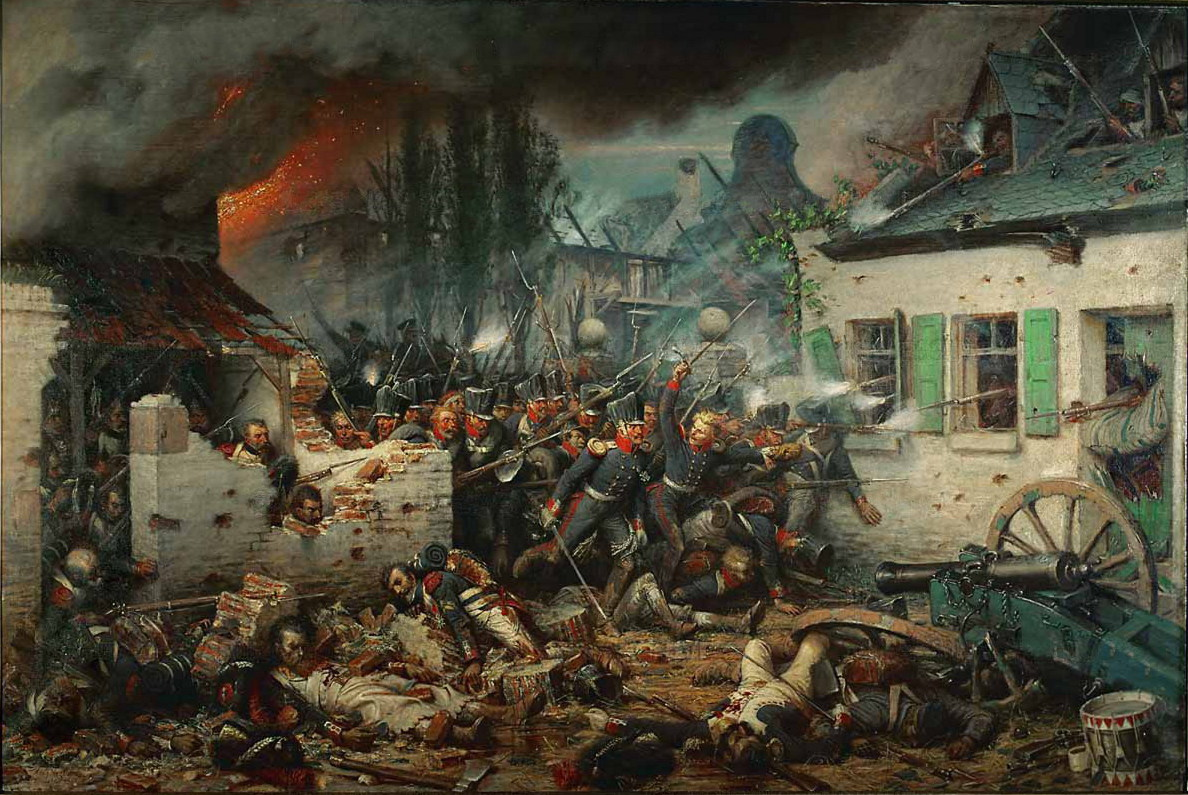
Attaque des Prussiens à Plancenoit par Adolf Northern (1863).

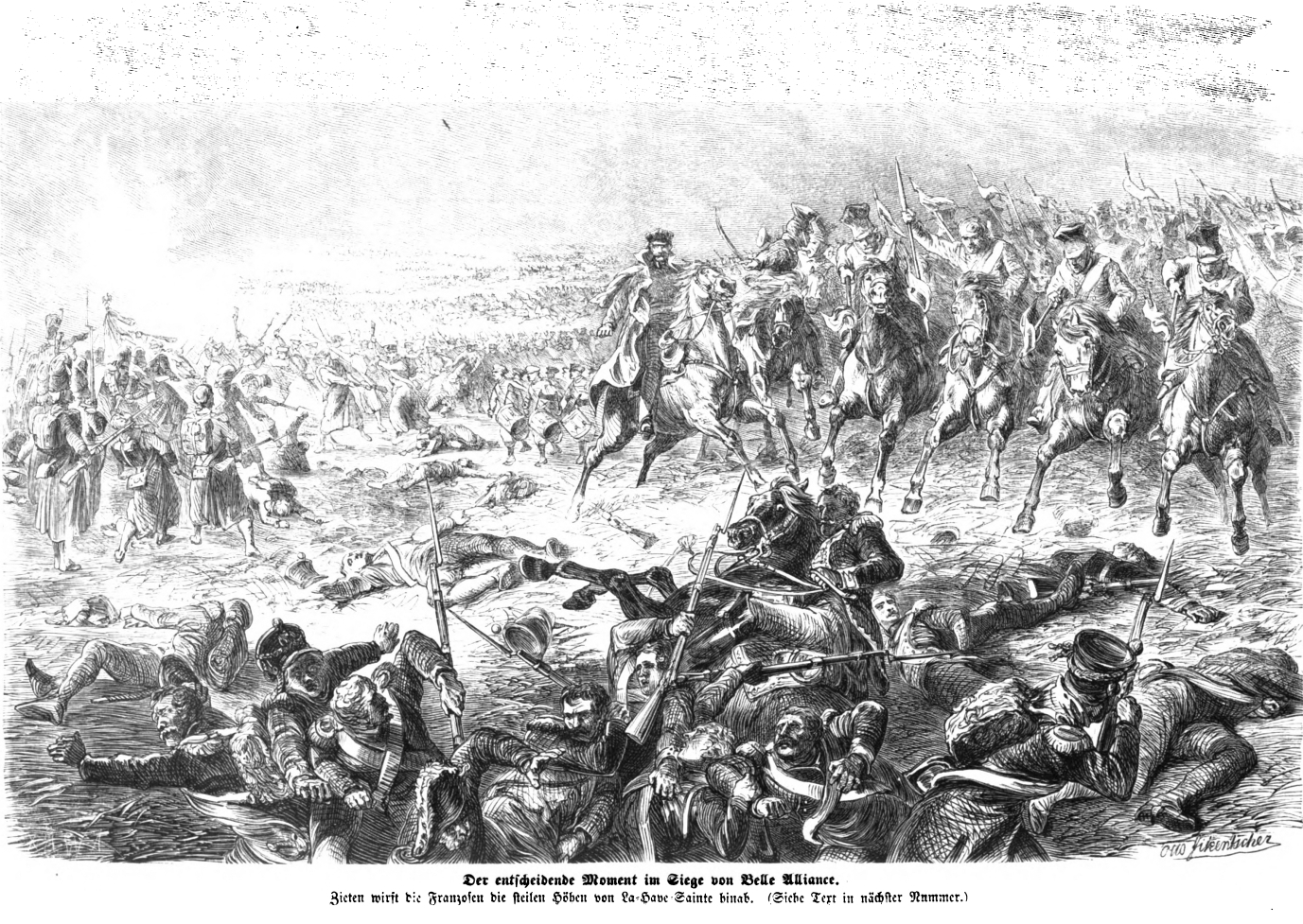
La cavalerie de von Zieten chargeant les Français, Die Gartenlaube, 1864.

Entre-temps, de 14 à 16 heures, Napoléon a dû déployer sur son flanc Est les divisions de cavalerie Domon et Subervie et le VIe corps de Lobau afin de faire face à l'arrivée inopinée de l'avant-garde prussienne, les corps de von Zieten et de von Bülow. Comme Napoléon a négligé le risque d'une intervention prussienne, les premiers éléments du IVe corps du général von Bülow ont pu déboucher du défilé du ruisseau de la Lasne et occuper le bois de Paris sans aucune opposition. Quant à Grouchy, Napoléon lui aurait fait envoyer un courrier lui ordonnant de se rapprocher. Les heures d'envoi, de réception et d'exploitation du message font l'objet de discussions entre historiens militaires. Le maréchal Soult, chef de l'état-major général de l'armée française, ainsi chargé de transmettre et faire exécuter les ordres de l'Empereur, n'avait pas, dans cette fonction, la rigueur et l'efficacité de Berthier. Il est de toute façon trop tard pour que Grouchy puisse intervenir sur le champ de bataille. À 16 h 30, le IVe corps prussien attaque vers Plancenoit. Napoléon est confronté à une menace mortelle de débordement sur son flanc droit.

### 18 h 00. Les combats de Plancenoit
Sur le flanc est, sous la pression des Prussiens du IVe corps (Bülow), le corps de Lobau débordé a dû se replier. Plancenoit tombe aux mains des Prussiens vers 18 h 0. La division de la Jeune Garde commandée par Duhesme est envoyée pour reprendre le village, ce qu'elle réussit à faire brièvement : un nouvel assaut des Prussiens l'en chasse. Peu après 19h00, renforcés par deux bataillons de la Vieille Garde, les Français parviennent à reprendre Plancenoit en y délogeant l'ennemi à la baïonnette. Le flanc droit de l'armée impériale est momentanément fixé ; Napoléon a utilisé une partie de ses réserves.

### 18 h 30. La prise de la Haye Sainte
Sur le front central, la bataille continue à faire rage. Lors de chaque charge française, les artilleurs britanniques se replient dans les carrés formés par l'infanterie. Les canons alliés, laissés en avant de leur infanterie, ne sont ni neutralisés ni emportés, si bien qu'ils redeviennent utilisables avant chaque nouvelle charge. La cavalerie charge plus de dix fois et Ney a cinq chevaux tués sous lui. Par une erreur tactique grave, la cavalerie française n'est pas suivie par l'infanterie qui aurait occupé le terrain et mis les pièces d'artillerie britanniques hors d'état de fonctionner. Finalement, ce n'est qu'à 18h30 qu'a enfin lieu une attaque de l'artillerie britannique et de la Haie Sainte par le IIe corps de Reille (moins la division Jérôme engagée à Hougoumont). La Haye Sainte tombe enfin aux mains des Français. Ney fait avancer des canons qui prennent d'enfilade les positions britanniques. La situation des Alliés est critique. Ney demande des renforts pour en finir ; au vu de la menace prussienne, Napoléon refuse.

### 19 h 30. Napoléon fait donner la Garde

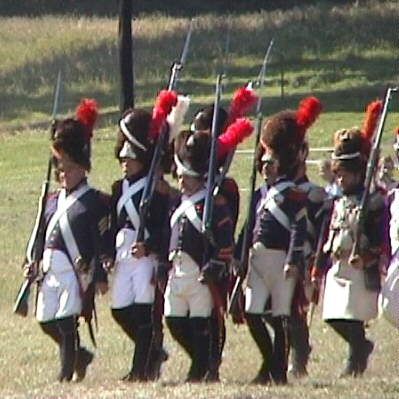
Grenadiers de la Vieille Garde.

Protégé à l'Est par l'arrivée des Prussiens du Ier corps (Von Zieten), Wellington peut récupérer des unités pour renforcer son centre. Aussi, à 19 h 30, quand Napoléon fait donner la Garde sur les positions alliées, il est trop tard. Les grenadiers de Friant et les chasseurs à pied de Morand (dont fait partie le célèbre général Cambronne) ne peuvent rien contre la conjugaison de l'artillerie, de l'infanterie et de la cavalerie de Wellington. La Garde impériale recule, ce qui jette le désarroi dans le reste de l’armée française.
Wellington a été prévenu de l'attaque de la Garde impériale par un Français, peut-être le capitaine du Barail, qui a livré des renseignements sur le plan d'attaque de Napoléon, au moment de l'entrée de la Moyenne Garde dans la bataille.

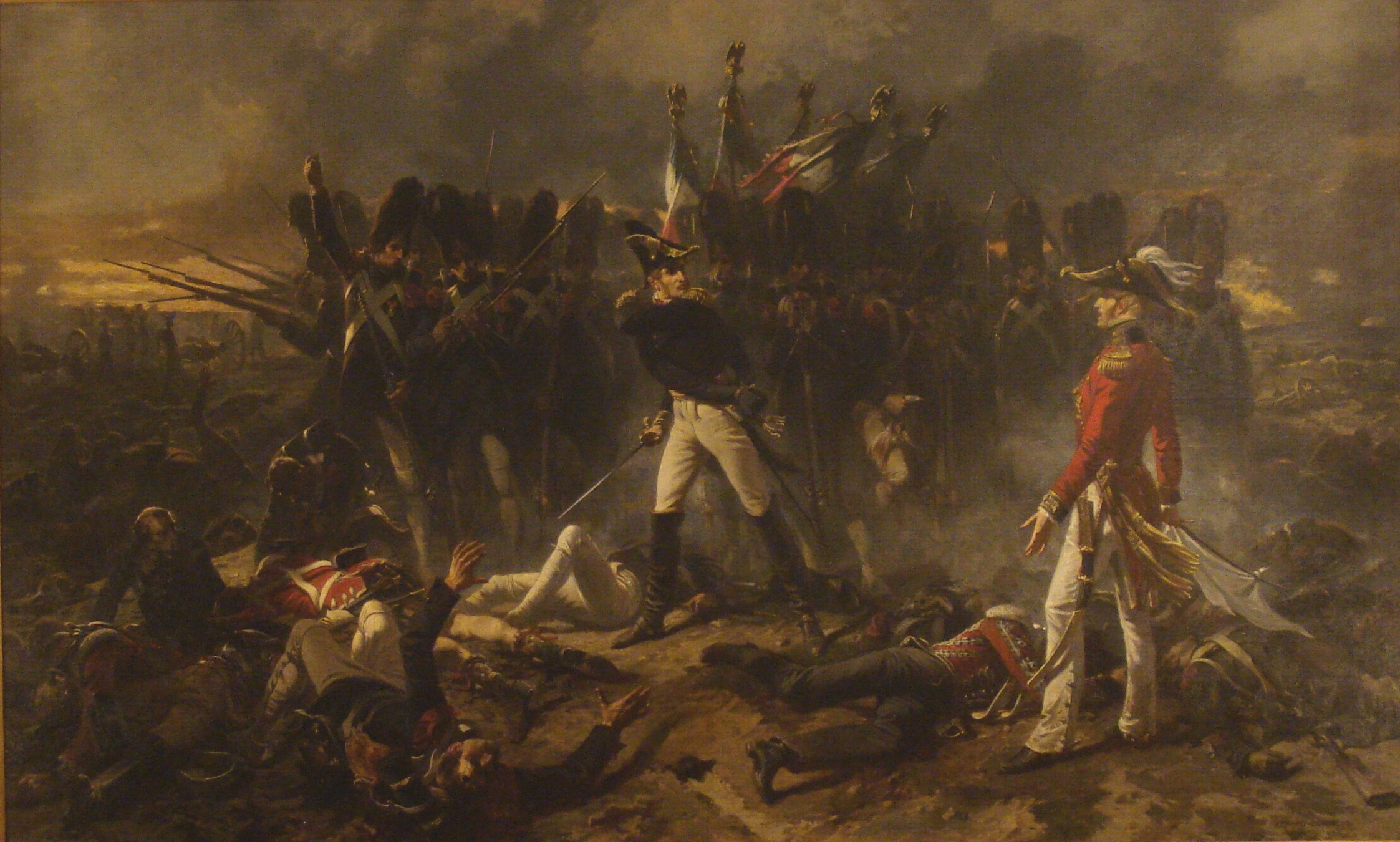
Cambronne à Waterloo, célèbre tableau d'Armand-Dumaresq, commandé par Napoléon III pour l'exposition universelle de 1867.

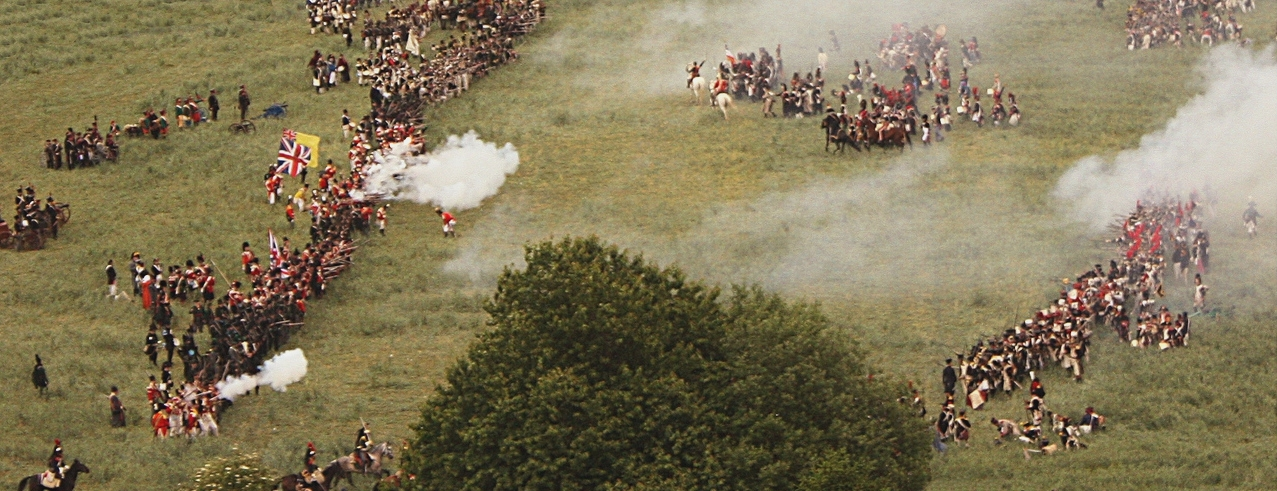
Une reconstitution de la bataille (20 juin 2010) : comme à l'époque, les salves de tirs de l'infanterie, bien plus que celles de l'artillerie, enveloppent le champ de bataille d'un épais nuage de fumée.

### 20 h 30. La déroute française

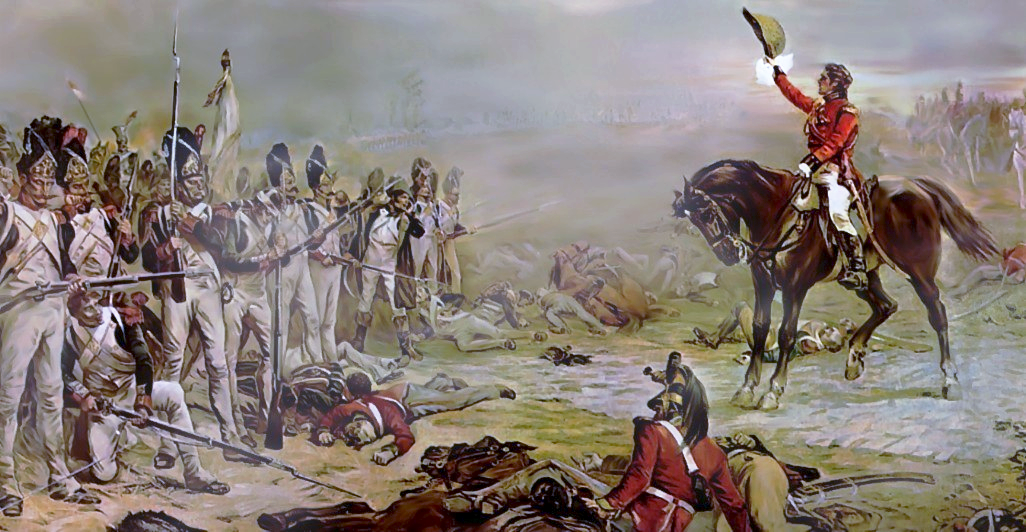
Le général Hill et le dernier carré.

À la vue de la retraite de la Garde, certaines unités françaises commencent à se débander. Les Prussiens de Von Zieten (Ier corps) accentuent leur pression sur la Papelotte et surtout, les renforts continuels que reçoit le IVe corps prussien lui permettent de conquérir définitivement Plancenoit, de menacer directement les arrières de Napoléon, de laisser la panique gagner l'ensemble du front français et laisser s'amplifier la désorganisation du dispositif français. Wellington lance l'ensemble de l'armée alliée en avant. Les dernières résistances organisées cessent, hormis quelques rares bataillons de la Garde. Selon une légende très populaire, commandant le dernier carré de la Garde, sommé de se rendre par le général britannique Colville, le général Cambronne aurait répondu « La Garde meurt mais ne se rend pas ! » puis un définitif « Merde ! » avant d'être grièvement blessé. L'armée du Nord s'enfuit dans le plus complet désordre, abandonnant l'essentiel de son train d'équipage et de son artillerie, cependant comme l'écrit André Castelot dans sa biographie de Napoléon nul aigle ou drapeau ne fut perdu ce jour-là.

### 22 h 00. Les Prussiens poursuivent les Français
Vers 22 h 00, Wellington et Blücher se rencontrent. La légende veut que ce soit à la ferme de la Belle-Alliance, au nom prédestiné pour les vainqueurs. Plus vraisemblablement, cette rencontre a eu lieu plus au sud, à l'approche de Genappe. Napoléon a fui, échappant de peu aux avant-gardes prussiennes. Wellington, dont les troupes sont épuisées, laisse aux Prussiens la tâche de poursuivre. Il rentre à son quartier-général, y rédige son rapport et donne à la bataille le nom de l'endroit où il se trouve : Waterloo.
Lors de la poursuite, les Prussiens découvrent à Genappe vers 23 heures, parmi d’autres véhicules et fourgons (pris dans un enchevêtrement) constituant la « Maison de l'empereur » (ces voitures étaient réservées aux secrétaires, valets et autres membres de la suite), les deux véhicules de luxe que l'Empereur a dû abandonner pour battre en retraite à cheval. Les soldats du major von Keller puis des uhlans brandebourgeois pillent ces véhicules, notamment le véhicule du premier valet de chambre Louis Joseph Marchand, véritable coffre-fort sur roues, contenant les effets de campagne de Napoléon (chapeau, redingote, nécessaires, pupitre avec encrier, petite bibliothèque de voyage, etc.) et surtout pierres précieuses, pièces d'or et d'argent. Les soldats s'empressent de remplir leurs poches et leurs gibernes mais, sur ordre d'officiers généraux, le butin est presque reconstitué et les deux berlines récupérées par le major Von Keller.

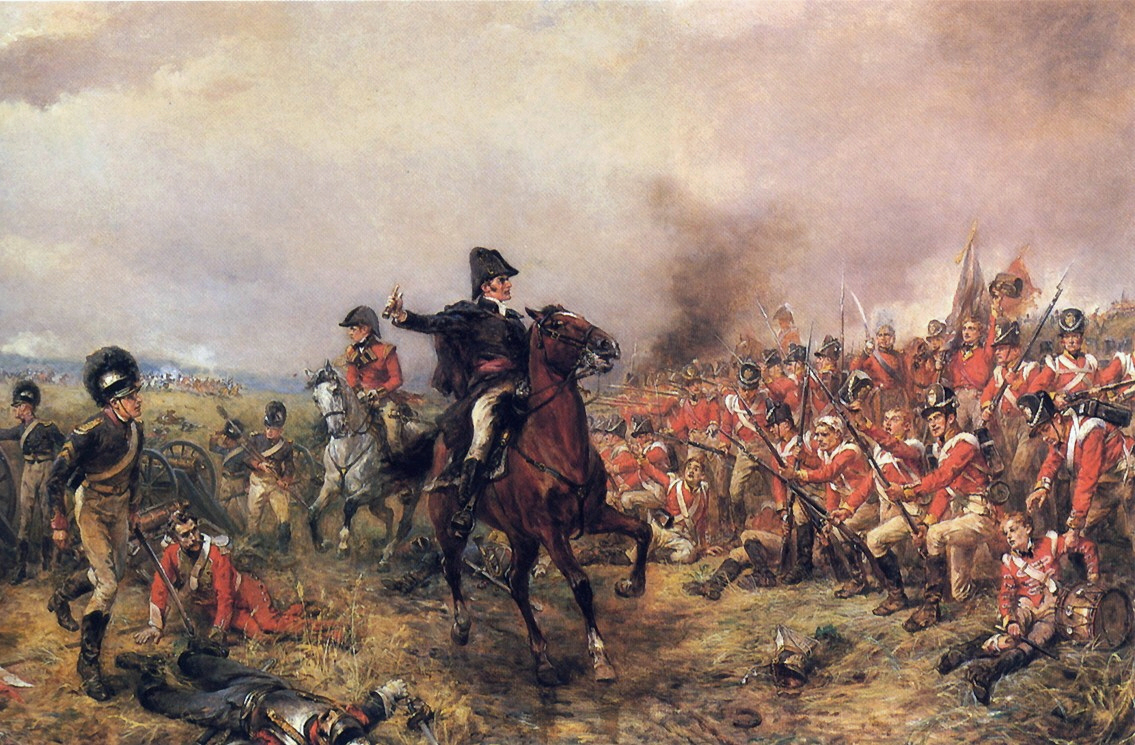
Wellington à Waterloo, par Robert Alexander Hilingford.

## Bilan des victimes

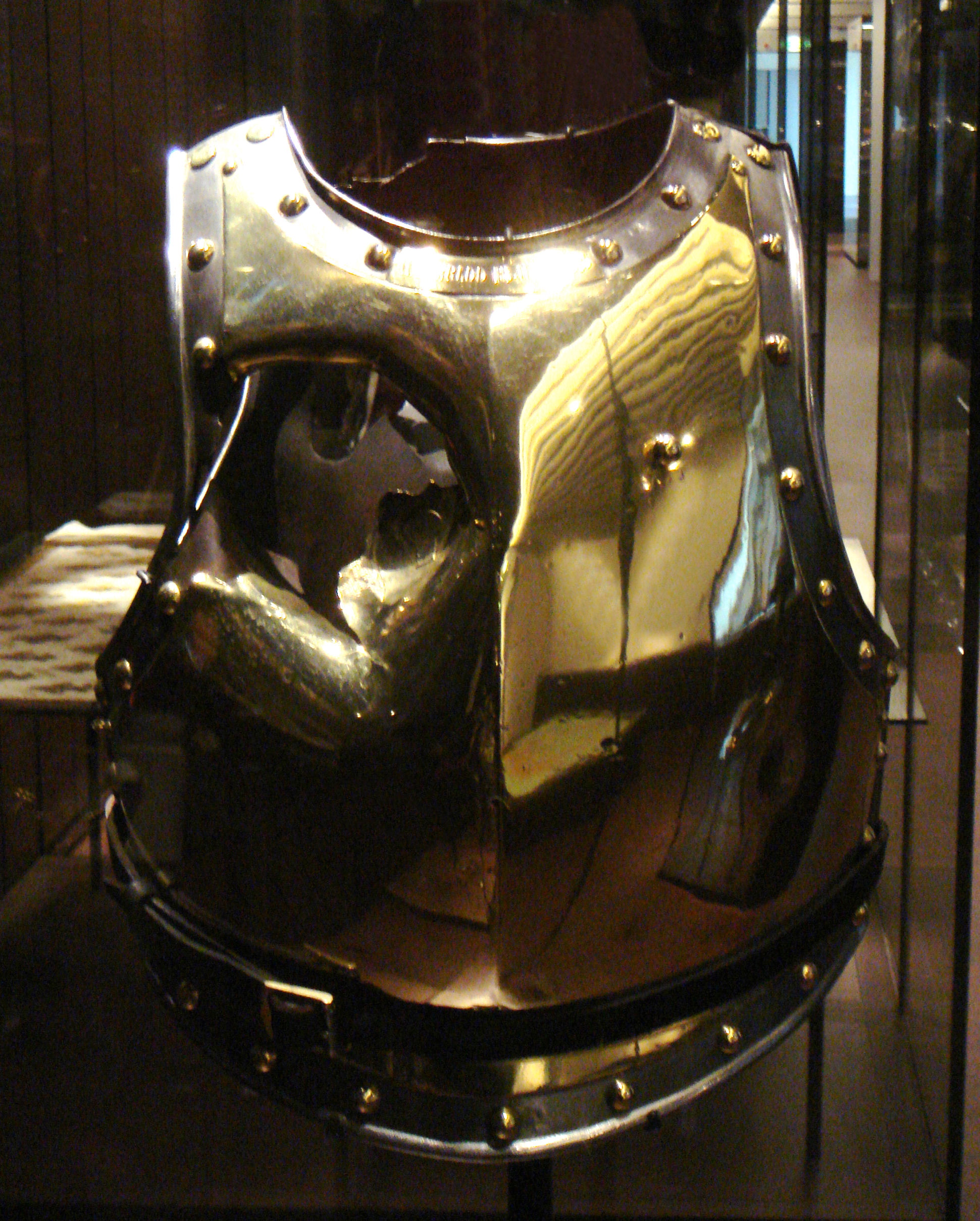
Cuirasse du carabinier François-Antoine Fauveau, trouée par un boulet de canon lors de la bataille.

Les chiffres des victimes peuvent varier — faiblement — selon les historiens contemporains. Suivant Jacques Logie, la bataille a occasionné 9 500 morts et plus de 30 000 blessés, auxquels viennent s'ajouter près de 4 000 disparus . On dénombre en outre de 8 000 à 10 000 prisonniers français .
De plus, nombre de blessés succombent rapidement après la bataille, du choc ou d'hémorragies pour les plus gravement atteints, mais aussi de déshydratation pour les blessés plus légers auxquels les distributions d'eau ne parviennent pas à temps .
Un témoin des combats, J.B. Decoster, a laissé un témoignage saisissant du champ de bataille :
Tout le champ de bataille de Waterloo, trempé de pluie et de sang, pétri avec la moisson de seigle et de maïs, par les pieds des chevaux, ressemblait à une espèce de pâte.
Il présentait alors à l'œil vingt-cinq mille morts et blessés au moins, et un plus grand nombre de chevaux dans le même état. La terre était jonchée d'armes, de selles, de brides, de sacs, de vêtements divers, de débris de cartouches, de livrets militaires, etc.
Le lendemain on consuma sur des bûchers dressés à la hâte, et l'on enterra dans des espèces de tranchées qui traversent le champ de bataille, les corps qui semblaient ne plus respirer, sans s'informer bien strictement s'ils n'auraient pas pu être ramenés à la vie. Le reste fut aussi bien soigné qu'il fut possible. […].
Pour les quatre jours d'affrontement de la campagne de Belgique de juin 1815, on dénombre du côté français 11 500 morts — parmi lesquels 14 généraux — et 33 900 blessés ; dans les rangs des armées de Wellington et de Blücher, on compte respectivement 5 260 — dont 5 généraux — et 6 900 morts pour 14 500 et 17 000 blessés.
Avec 23 700 morts et 65 400 blessés toutes armées confondues — pertes correspondant au quart des troupes engagées — la campagne de Belgique est, en seulement quelques jours, une des plus meurtrières campagnes militaires de la Révolution et de l'Empire en termes de victimes, dépassée par les campagnes de Russie et d'Allemagne qui se sont elles déroulées sur plusieurs mois.
À ces victimes humaines, il faut ajouter près de 12 000 chevaux tués.

## Conclusions

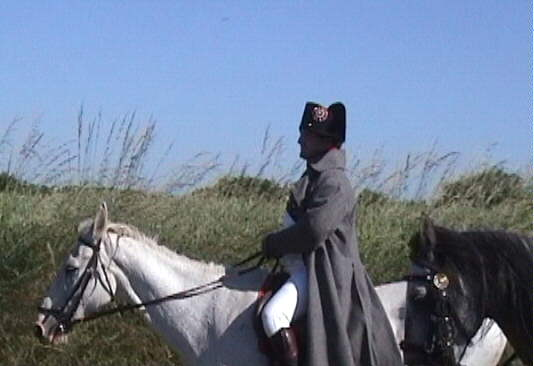
Napoléon incarné par Frank Samson (reconstitution historique du 18 juin 2005).

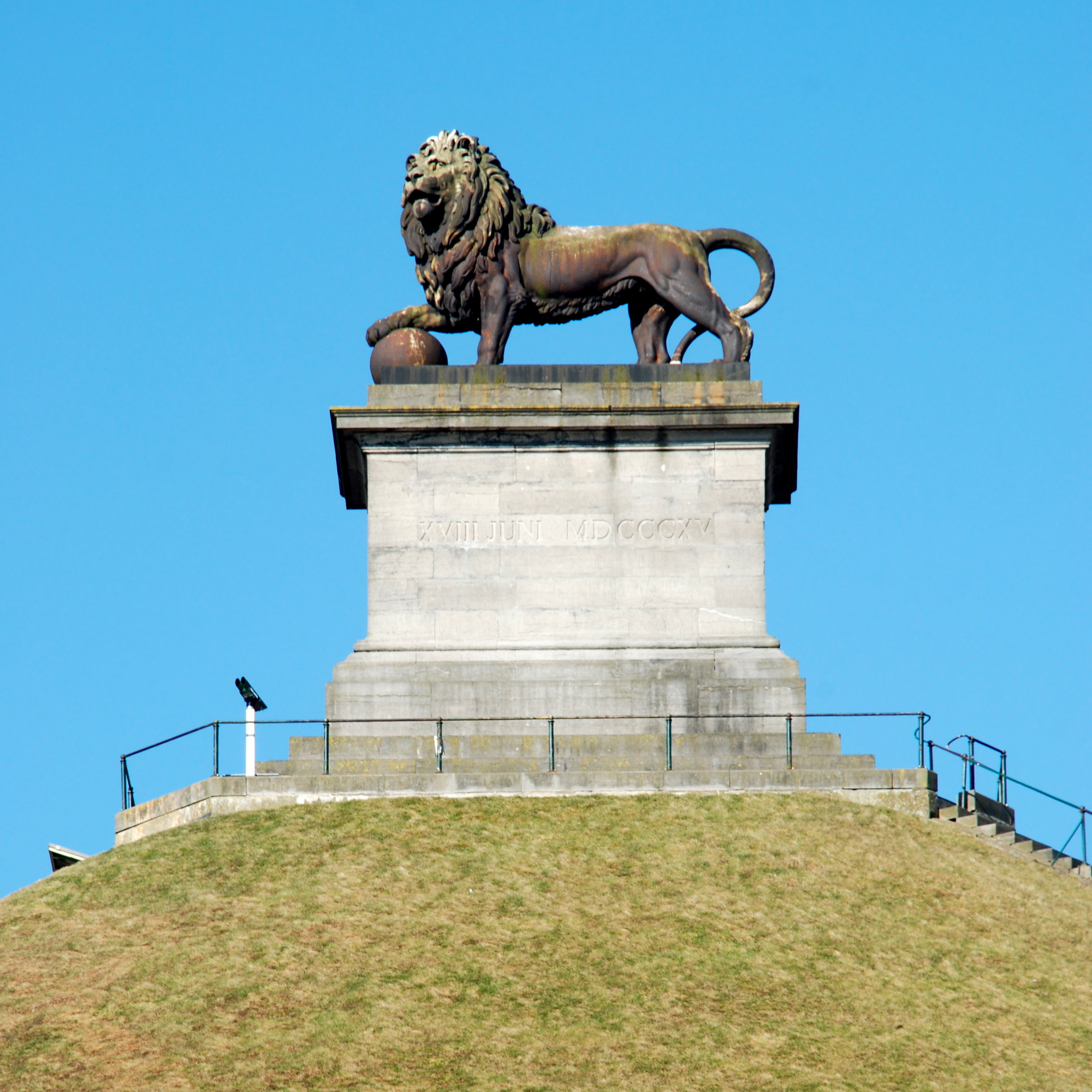
Le Lion de Waterloo.

Les principales causes de la victoire des Alliés sont les suivantes :
Du côté français :
- la mauvaise transmission et l'ambiguïté des ordres : à Ney (1er corps à Ligny), à Grouchy bloqué à Wavre avec ses 33 000 hommes : l'important n'était pas que Grouchy rejoigne Waterloo mais qu'il empêche les Prussiens d'y arriver ;
- les engagements tardifs le 16 juin aux Quatre-Bras et à Ligny et le 18 juin à Waterloo où la bataille aurait pu commencer plus tôt (l'état du terrain n'a pas contrecarré les mouvements prussiens) et où la Garde aurait pu « donner » lorsque Ney demandait des renforts pour l'estocade ;
- le manque de coordination des armes : Jérôme attaque Hougoumont sans préparation d'artillerie ; Ney lance des charges de cavalerie en oubliant son infanterie ; la Garde « donne » sans appui d'artillerie et quand il n'y a plus de cavalerie ;
- le mauvais choix du lieu des dernières attaques : Ney lance ses charges de cavalerie à l'ouest de la Haye Sainte où la position alliée est la plus solide alors que l'infanterie n'y a même pas été fragilisée ; la Garde attaque à l'ouest (emmenée par Ney) plutôt qu'à la Haye-Sainte ;
- détail non négligeable : les canons alliés capturés sont laissés intacts, ce qui permet à chaque fois aux artilleurs de Wellington de les réutiliser ;

Du côté allié et prussien :
- une meilleure cohésion que celle qu'on pouvait attendre de l'armée de Wellington, composée de troupes de multiples provenances ;
- la reconnaissance par Wellington du terrain, qui avait repéré les lieux un an avant et décidé du lieu de la bataille ;
- le sang-froid et la ténacité des troupes alliées dont très peu d'éléments se débanderont malgré les attaques répétées des Français ;
- la combativité et l'allant des troupes prussiennes, jamais découragées par les revers initiaux ;
- la décision de Gneisenau après Ligny de pousser vers Wavre et donc de rester potentiellement en contact avec Wellington ;
- l'énergie de Blücher qui pousse ses troupes en avant et les lance sur les Français alors qu'elles ne se sont pas encore regroupées ; son activité jusqu'à la nuit tombée transformera la défaite française en désastre irréparable.

## Conséquences
La deuxième abdication de Napoléon Bonaparte le 22 juin 1815, consécutive à sa défaite écrasante lors de la bataille de Waterloo, marqua la fin de son empire mettant ainsi un terme à ses ambitions de domination européenne.
Dès que l'issue du combat fut certaine, un agent travaillant pour le compte de la banque Rothschild partit pour Londres via Ostende. Informé dès le 20 juin dans la matinée, Nathan Rothschild vendit ostensiblement ses titres à la Bourse puis après avoir provoqué un krach racheta ces mêmes titres au dernier moment alors que les cours s'étaient effondrés. Le rapport que Wellington rédigea après la bataille n'arriva dans la capitale britannique que le 21 dans la soirée. Dès le lendemain, la victoire provoqua une hausse de la Bourse. Les Rothschild ont toutefois prétendu qu'on avait surestimé leurs gains. Pour les spéculateurs, la défaite totale des Français met fin à la guerre. Le principal placement financier français, l'emprunt d'État à rente de 5 %, avait clôturé au cours de 53 la veille de la bataille et monte à 55,5 le jour suivant, puis grimpe jusqu'à « 66 le 4 juillet, c'est-à-dire lendemain de la seconde capitulation de Paris ».
Le traité de Paris, signé le 20 novembre, quelques mois après la bataille, a imposé à la France l'occupation militaire par une armée de 150 000 personnes, payées et entretenues par la France pour cinq années, ainsi qu'une indemnité de guerre de 700 millions de francs. Par ce traité, la France est également ramenée dans ses frontières de 1790. En effet, si elle conserve Avignon, la France perd Nice et la Savoie en particulier.
Les corps des victimes furent pour la plupart incinérés ou enterrés dans des fosses communes. Il n'y a que de rares traces de ces victimes dont seulement deux squelettes humains complets. En 2022, des chercheurs belge, allemand et britannique, à la lecture de documents inédits des Archives de l'État à Louvain-la-Neuve, émettent l'hypothèse que des squelettes furent ensuite déterrés et les os broyés pour servir de filtres dans l'industrie sucrière de la betterave,.
Les dents récupérées sur les 10 000 cadavres de Waterloo ont alimenté pendant plusieurs années le commerce de prothèses dentaires, connues sous le nom de Waterloo teeth.

## Considérations techniques

### Le fusil

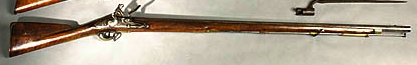
Fusil britannique Brown Bess.

Si les trois armées présentes à Waterloo utilisent le même type d'armes individuelles, il existe quelques différences.
Le fusil français modèle 1777 corrigé an IX (fusil Charleville) tire une balle en plomb d'un diamètre de 15,9 mm et pesant 24,5 g. Le faible "vent" (espace entre la balle et l'âme du canon) rend le tir plus précis (écart d'environ 1 mètre à 100 mètres), mais l'arme est plus longue à charger (environ deux à trois coups par minute puis moins au fur et à mesure que le canon s'encrasse). Pour des raisons techniques, il a plus de ratés que le modèle britannique. L'infanterie française, quand elle se déploie en ligne, est disposée sur trois rangs contre deux pour les Alliés (le troisième rang est inutile au feu), ce qui ne permet pas la même puissance de feu que les Alliés.
Une partie de l'armée alliée commandée par Wellington est armée de ces fusils, en particulier les unités belges et néerlandaises.
Le fusil britannique Indian Patter, dit « Brown Bess », tire une balle d'un diamètre de 17,5 mm, pesant 32 g, ce qui le rend plus efficace contre les chevaux. Moins précis que le modèle français, sa cadence de tir est plus rapide (3 voire 4 coups par minute), principalement en raison de sa taille moindre.
Le fusil prussien modèle 1809 est une copie du fusil français modèle 1777, mais raccourcie et d'un calibre similaire à celui du fusil britannique. Sa maniabilité et son vent plus important le rendent plus rapide à charger que le fusil français.
Il y a aussi à Waterloo la carabine Baker. Elle équipe deux régiments britanniques : la très professionnelle King's German Legion (dont des unités défendent la ferme de la Haye Sainte) ainsi que plusieurs unités légères comme le Feldjägerkorps kielmansegge, le bataillon léger de Lünebourg pour 1/3, les compagnies légères des régiments de ligne de la KGL ou encore de nombreuses compagnies de jäger prussiens. Il s'agit d'une arme à canon rayé. Le chargement est long (1 minute) car il faut forcer la balle mais la précision est remarquable pour l'époque : 200 mètres. Ceci explique pourquoi la Haye Sainte n'a pu être prise que lorsque les hommes de la King's German Legion ont été à court de munitions.

### Formation du1ercorps français
Lors de l'attaque du 1er corps, contrairement à l'usage, les trois divisions situées à droite ont progressé en trois blocs si compacts (sans intervalle en profondeur) que certains historiens l'ont même qualifié de « formation macédonienne » par comparaison aux guerriers grecs de l'Antiquité.
Cette formation permet de se déployer (élargir le front) très rapidement pour l'assaut final. Elle a, en revanche, un grand inconvénient : celui de ne pas pouvoir se réorganiser en carrés, seule action qui permet de s'opposer efficacement à une contre-attaque de cavalerie. On ignore les raisons qui ont amené les Français à agir de la sorte, certains historiens optent pour une sous-estimation de la cavalerie britannique.
La contre-attaque du général Picton appuyée par la cavalerie lourde britannique mit les trois divisions françaises de droite en déroute et, se retrouvant isolée, la division de gauche dut se replier à son tour. L'attaque principale fut d'emblée un fiasco.

### L'artillerie
Les Britanniques disposent depuis 1808 d'une munition nouvelle, le Shrapnel, un boulet rempli de billes et qui explose en l'air. Cette munition, d'une portée de 900 mètres, s'est avérée terriblement efficace à Waterloo. Les Britanniques en auraient tiré plus de trois cents. Ils ont également à Waterloo une batterie expérimentale qui tire des fusées Congreve, un ancêtre des roquettes actuelles. Elle fut utilisée pour protéger le repli des Quatre-Bras, mais ce système, d'une portée de 2,3 km, manque de précision.

## Historiographie
À Sainte-Hélène, Napoléon consacra la plus grande partie de son temps à réarranger l'histoire. Le Mémorial de Sainte-Hélène est devenu la « bible » des Romantiques. Peu soucieux de la vérité historique, des écrivains comme Thiers et Mullié tronquaient la vérité. La bataille de Waterloo dont Napoléon lui-même a rédigé plusieurs versions différentes n'a pas échappé à la falsification.
Dans Les Misérables, Victor Hugo décrit un ravin dans lequel s'entassaient chevaux et cavaliers. Ledit « chemin creux » correspond à l'actuelle route macadamisée qui mène de la chaussée Charleroi - Bruxelles à la Butte du Lion. En 1815, le chemin était certes encaissé sur environ 150 mètres, mais le récit de Hugo est complètement romancé, aucun témoignage de l'époque ne relatant pareille tragédie.

### Mouvement de Grouchy
Ce n'est que le 17 juin à 11 heures que Napoléon charge Grouchy de poursuivre les Prussiens avec les IIIe et IVe corps, la division Teste, les corps de cavalerie de Pajol et d'Exelmans. Quelque 32 000 Français sont ainsi chargés de poursuivre 100 000 Prussiens qui ont 18 heures d'avance. Pajol trouve quelques éléments à Namur mais Exelmans découvre le corps Thielmann à Gembloux. Napoléon persiste à penser que les Prussiens sont démis.
Le 18 juin à 11 h 45, Grouchy était à Walhain (22 km au sud-est de Mont-Saint-Jean) où, dit-on, il dégustait des fraises en compagnie du notaire Hollert à la terrasse d'une auberge. Le bruit du canon, indiquant que la bataille venait de commencer à Waterloo, y a incontestablement été entendu. Le général Gérard, qui commandait le 4e corps, aurait suggéré à son chef de « marcher au canon ». Le maréchal aurait refusé de prendre une telle initiative pour s'en tenir aux ordres qu'il avait reçus. Plus tard, Napoléon et d'autres ont fait de cette passivité la cause de la défaite de Waterloo. On a aussi beaucoup écrit sur le courrier que l'Empereur a fait envoyer à 10 heures. On passe souvent sous silence le fait que le 18 à 2 heures du matin, Napoléon ait reçu une lettre de Grouchy écrite quatre heures auparavant l'informant qu'une colonne de Prussiens se repliait en direction de Wavre. Napoléon n'a donné aucune suite immédiate à cette lettre. Les historiens actuels sont convaincus que Napoléon a donné des ordres tardifs et peu clairs et que Grouchy n'aurait pas pu rassembler ses forces et les amener à temps à Waterloo. Cependant, André Castelot dans sa biographie de Napoléon écrit que: après le courrier parti à dix heures, Napoléon a demandé au maréchal Soult "combien de courriers avez vous envoyés à Grouchy", Soult a répondu "un" et Napoléon répondit "Berthier en aurait envoyé cent", (Soult ayant succédé à feu Berthier à l'état major). Un autre courrier fut envoyé à treize heures et fut reçu à dix sept heures part Grouchy qui a jugé qu'il était trop tard pour intervenir, alors qu'on était presque au solstice d'été que la nuit tombait tard dans la soirée, et que les combats durèrent longtemps dans la nuit.

### Napoléon et ses subordonnés
Napoléon considérait la plupart de ses maréchaux comme de simples agents d'exécution. Dans une lettre à Berthier (du 14 février 1806), il déclare : « Tenez-vous strictement aux ordres que je vous donne (…). Moi seul, sais ce que j'ai à faire ».

### Rumeur de trahison
Selon le récit du sergent britannique Cotton (Voice from Waterloo), un capitaine des carabiniers français (parfois identifié comme Charles du Barail) aurait déserté juste avant l'attaque de la Garde impériale et aurait révélé l'imminence de cette attaque et l'endroit où elle aurait lieu. À la suite de cette information, des partisans de l'Empereur ont prétendu après la bataille que cette trahison aurait permis à Wellington d'adapter ses plans pour empêcher la percée de la Garde. En fait, la préparation de cette attaque étant bien visible et depuis la chute de la Haye-Sainte, il était clair que Napoléon devait frapper au centre. L'arrivée du Ier corps prussien sur le flanc gauche de Wellington lui permettait en outre de renforcer son centre.

### Peinture

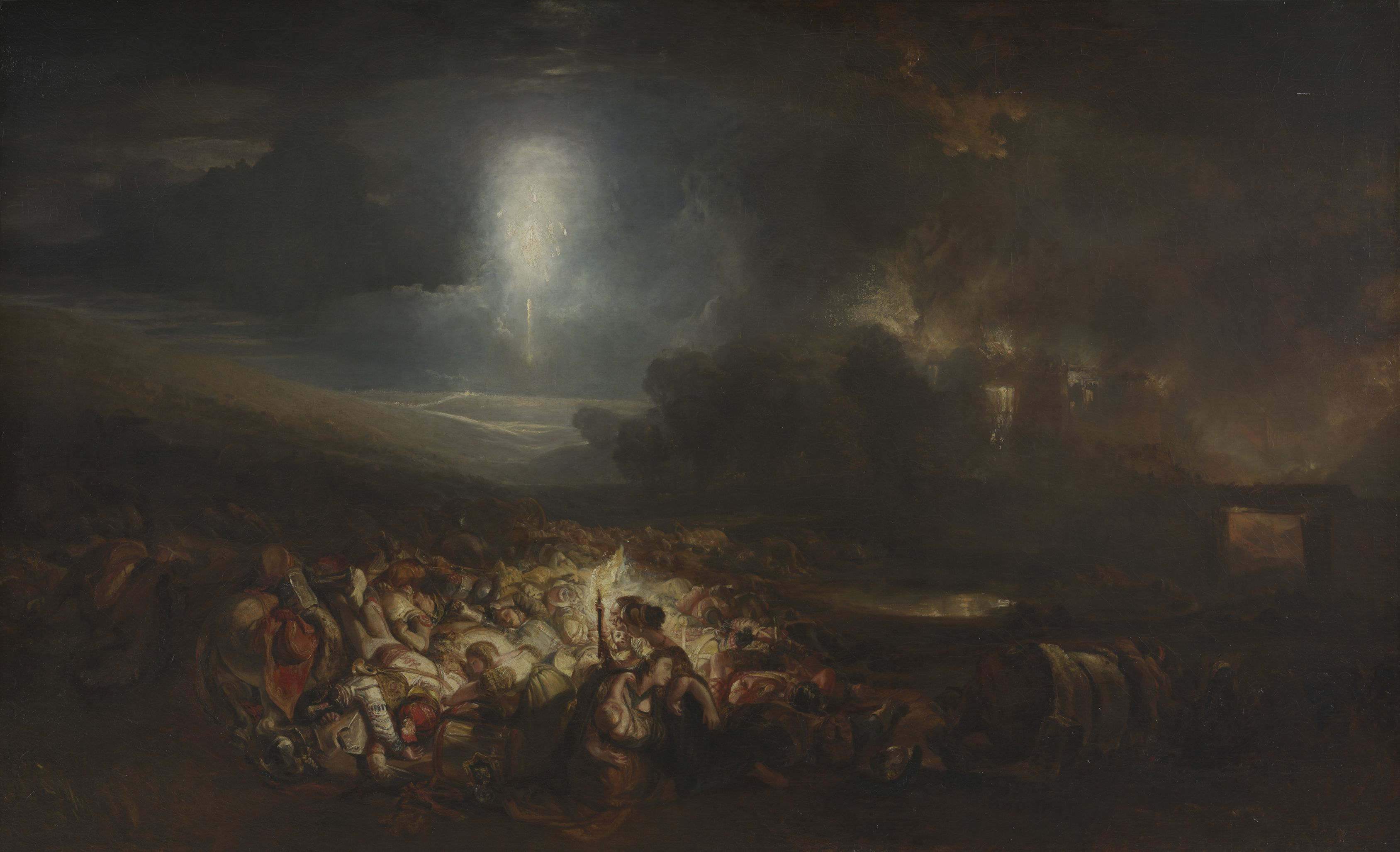
Le Champ de bataille de Waterloo
William Turner, 1818
Tate Britain, Londres.

### Enjeu commémoratif et touristique

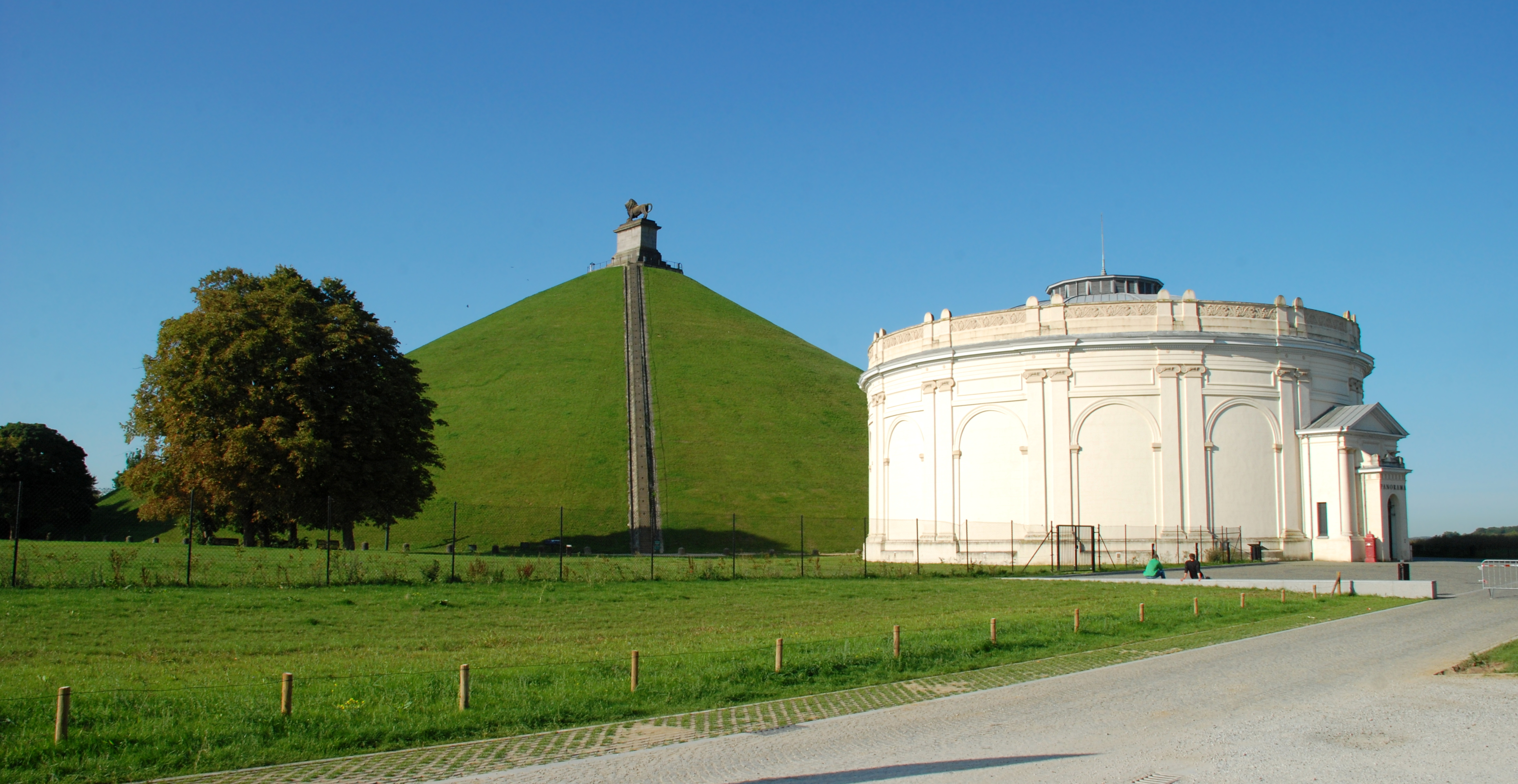
La butte du Lion et la rotonde du Panorama de la bataille de Waterloo.